# Phonologie du tsez
Pour un article plus général, voir Tsez.
Chaque phonème est indiqué ci-après avec ses représentations en API, en alphabet latin et en alphabet cyrillique.

## Consonnes
|              | Bilabiale                  | Dentale                    | Latérale              | Palatale             | Vélaire                    | Uvulaire         | Pharyngale        | Glottale |
| ------------ | -------------------------- | -------------------------- | --------------------- | -------------------- | -------------------------- | ---------------- | ----------------- | -------- |
| Occlusive    | [p] [b] [pʼ] p b pʼ п б пI | [t] [d] [tʼ] t d tʼ т д тI |                       |                      | [k] [ɡ] [kʼ] k g kʼ к г кI | [qʼ] qʼ къ       |                   |          |
| Fricative    |                            | [s] [z] s z с з            | [ɬ] ł лъ              | [ʃ] [ʒ] š ž ш ж      |                            | [x] [ɣ] x ɣ х гъ | [ħ] [ʕ] ħ ʕ хI гI | [h] h гь |
| Affriquée    |                            | [t͡s] [t͡sʼ] c cʼ ц цI       | [t͡ɬ] [t͡ɬʼ] ƛ ƛʼ лI кь | [t͡ʃ] [t͡ʃʼ] č čʼ ч чI |                            | [q͡χ] q хъ        |                   |          |
| Nasale       | [m] m м                    | [n] n н                    |                       |                      |                            |                  |                   |          |
| Liquide      |                            | [r] r р                    | [l] l л               |                      |                            |                  |                   |          |
| Semi-voyelle | [w] w в                    |                            |                       | [j] y й              |                            |                  |                   |          |

- Le tsez possède au total 33 consonnes.
- Le coup de glotte n’est pas phonémique mais intervient automatiquement devant les voyelles non pharyngalisées en début de mot.
- Les groupes de consonnes sont souvent interrompus par l’insertion de la voyelle épenthétique [e]. Après un [j], la voyelle insérée est un [i].
- Les consonnes initiales peuvent être pharyngalisées et sont marquées comme telles dans l’orthographe proposée par un petit [ˁ] à la suite de la consonne. En écriture cyrillique, on utilise une palotchka (Unicode "Ӏ" ou "I") après la voyelle qui suit la consonne.
  - La pharyngalisation de la consonne de la dernière syllabe est transcrite en cyrillique par Cʼ (où le C signifie Consonne), et dans la transcription latine par VCˁ (pour Voyelle). Certains dictionnaires toutefois indiquent dans ce cas VIC, ce qui rend la séquence CVIC ambiguë (voir plus loin).
  - La pharyngalisation de la consonne de la syllabe initiale se transcrit en cyrillique par CVI (la palotchka suit la voyelle, car la pharyngalisation l’affecte en fait davantage que la consonne qui précède), et par CˁV dans la transcription en alphabet latin.
  - La pharyngalisation elle-même est décrite comme épiglottale.
- Les consonnes labialisées sont représentées respectivement par Cв en cyrillique et par Cʷ en transcription latine. Toute consonne peut être labialisée, excepté p, pʼ, b, m, w, n, l, y et ʕ.

## Voyelles
|         | Antérieure | Centrale               | Postérieure |
| ------- | ---------- | ---------------------- | ----------- |
| Fermée  | [ɪ] i и    |                        | [ʊ] u у     |
| Moyenne | [ɛ] e е/э  |                        | [ɔ] o о     |
| Ouverte |            | [ɑ] ([ɑː]) a (ā) а (ā) |             |

- Le dialecte tsebari ne connaît qu’une seule voyelle longue ā.
- Une voyelle s’escamote devant une autre voyelle, de sorte qu’il n’y a jamais deux voyelles consécutives. Cependant, un -u final labialise la consonne précédente, s’il est suivi d’une voyelle.
- Dans d’autres dialectes, la voyelle centrale longue est représentée par аь (cyrillique) et ä (latin).
- Le e à l’initiale d’un mot es représenté par э en cyrillique.
- Dans l’orthographe cyrillique proposée, ya, yo, you peuvent aussi s’écrire я, ё, ю.
- Dans le dialecte asakh, les voyelles allongées sont automatiquement neutralisées en ā. D’autres dialectes (par ex. le mokok) ont aussi une voyelle basse antérieure ([a]), habituellement transcrite ä, d’autres ont une voyelle moyenne postérieure arrondie longue ([o]), transcrite ō.

## Phonotactique
La structure syllabique est généralement CV(C). Il n’y a pas de groupes de voyelles. Le tsez est une langue agglutinante dotée d’une morphologie complexe. Les suffixes sont de type C, V, CV, VC ou C+CV (où la première consonne appartient à la syllabe précédente), selon la structure du radical. On peut citer comme exemple le suffixe du superessif -ƛʼ(o), lequel, adjoint au mot besuro (poisson) forme besuro-ƛʼ (sur le poisson), et avec le mot is (taureau) forme is-ƛʼo pour conserver la restriction sur la syllabe.

## Sources
- (en) Cet article est partiellement ou en totalité issu de l’article de Wikipédia en anglais intitulé « Tsez language » (voir la liste des auteurs).